# Пинское гетто
Пи́нское ге́тто (лето 1941 — 28 октября 1942) — еврейское гетто, место принудительного переселения евреев города Пинска Брестской области в процессе преследования и уничтожения евреев во время оккупации территории Белоруссии войсками нацистской Германии в период Второй мировой войны.

## Оккупация Пинска и создание гетто
После нападения Германии на СССР 22 июня 1941 года лишь незначительное число евреев успело эвакуироваться на восток. В Пинске также оказались беженцы из западной части Белоруссии. 4 (5) июля 1941 года Пинск был занят немецкой армией, и оккупация длилась 3 года — до 14 июля 1944 года.
К началу войны в Пинске из 44 560 человек населения евреев было 22 149.
Нацисты включили Пинск и Пинский район в состав территории, административно отнесённой в состав Пинской округи генерального округа Волынь-Подолия рейхскомиссариата Украина. Вся полнота власти в районе принадлежала зондерфюреру — немецкому шефу района, который подчинялся руководителю округи (окружному комиссариату) — гебитскомиссару Паулю Герхарду Кляйну. 6 июля 1941 года нацисты сформировали в Пинске местный орган гражданской власти — Пинское городское управление (магистрат) во главе с бургомистром С. Кириловым, полностью подчинявшийся гебитскомиссару. Для осуществления политики геноцида и проведения карательных операций сразу вслед за войсками в район прибыли карательные подразделения войск СС, айнзатцгруппы, зондеркоманды, тайная полевая полиция (ГФП), полиция безопасности и СД, жандармерия и гестапо. В Пинске отдел безопасности и СД возглавил Лейман, службу СС — Цесман. Комиссаром польской полиции из коллаборационистов был назначен бывший секретарь суда Сологуб, а его помощником — сын адвоката Шпигельский.
Уже 5 июля 1941 года, на следующий день после оккупации, в городе был обнародован антиеврейский приказ. Для евреев под угрозой расстрела были введены многочисленные ограничения, в том числе обязательное ношение на одежде специального отличительного знака — жёлтой нашивки в виде шестиконечной звезды, запреты покидать город, ходить по тротуарам — только по середине дороги, находиться на улице на час раньше комендантского часа, установленного для нееврейского населения. Пинских булочников обязали сдавать определённое количество хлеба, а за недобор до установленной нормы расстреливали евреев.
С первых дней оккупации начался безнаказанный грабёж еврейского имущества. Этим занимались немецкие солдаты, гестаповцы, польская полиция.
По распоряжению оккупационных властей во второй половине июля был создан юденрат и еврейская полиция. Первым председателем юденрата немцы назначили бывшего директора школы «Тарбут» профессора Давида Альпера. Членами юденрата стали Мунвец, Бусел, Лерман, Мешель, Школьник, Шварцблат, Бергман, Давид Пручанский и другие. Через два дня Давид Альпер отказался от должности и был расстрелян вместе с ещё 20 членами юденрата. Новым председателем был назначен Биньямин Бакштанский.
Юденрату было приказано в течение трёх дней сдать 20 килограмм золота, затем шерсть, затем шерстяные костюмы, одеяла, кожу для обуви, лошадей и коров, мыла. С наступлением зимы у евреев были полностью отобраны все меховые изделия и тёплая одежда (даже старая и поношенная). За нарушение для евреев было только одно наказание — смерть. Например, за не сданный мех немцы повесили Моше Глодера и других евреев, за обмен вещей на муку — Ноту Мельника, за обмен шерсти на продукты — дочь пекаря Ласовского, за забой теленка — Ушпица.
С 1 по 15 августа 1941 года всем евреям Пинска приказали пройти регистрацию.

## Создание закрытого гетто и условия в нём
Реализуя нацистскую программу уничтожения евреев, немцы создавали гетто почти во всех городах и населённых пунктах Беларуси, где проживало еврейское население. Так и в Пинске всё еврейское население в количестве 18 644 человека с 1 мая 1942 года было заключено в закрытое гетто. По времени создания это было последнее гетто на территории Белоруссии. В Пинское гетто были также депортированы евреи из европейских стран и привезены евреи из близлежащих местечек.
Гетто было ограждено колючей проволокой и имело три охраняемых выхода: на улицах Листовского (ныне — Комсомольская), Северной (ныне — Ленинградская) и Альбрехтовской (ныне — Минская). Жильё в гетто распределялось исходя из площади 1,2 квадратных метра на человека. В гетто была создана больница, аптека, поликлиника.
Евреи работали на промышленных предприятиях города и в мастерских, а также использовались оккупантами на принудительных работах.
В гетто действовали подпольные группы, которые пытались накопить оружие и создавать укрытия и бункеры. Шолом Холявский, один из руководителей восстания в Несвижском гетто и участник белорусского партизанского движения, писал: 

«Я не утверждаю, что каждый еврей в гетто участвовал в подпольном движении или боролся с врагом, но нельзя отрицать, что весь характер жизни в гетто был подпольным. Это был массовый еврейский героизм».
В июне 1942 года немцы арестовали в Пинске и Кобрине 3500 евреев и расстреляли их на станции Бронная гора.

## Уничтожение гетто

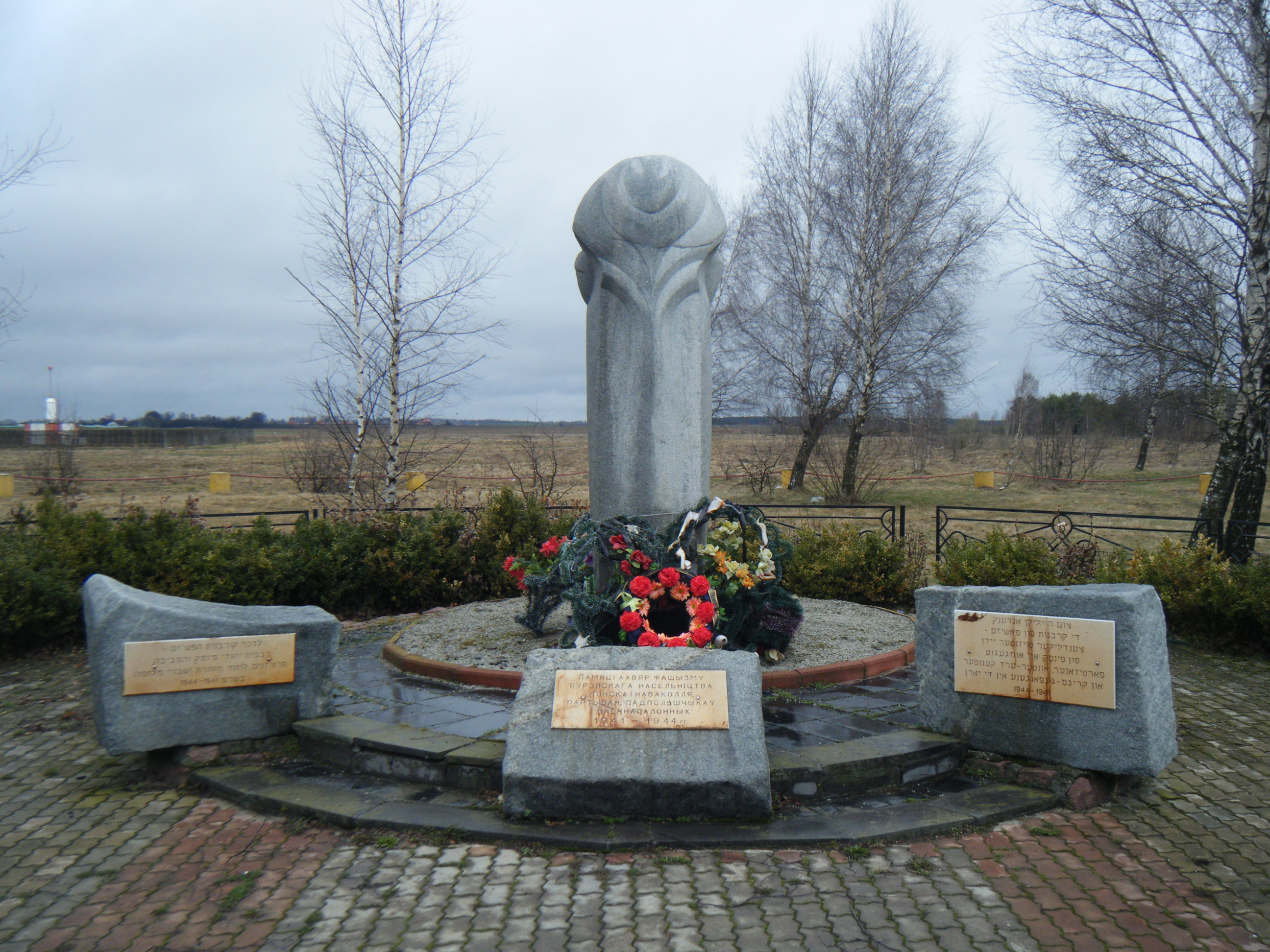
Мемориал на месте могил узников гетто (бывшее имение «Добрая Воля», на кладбище)

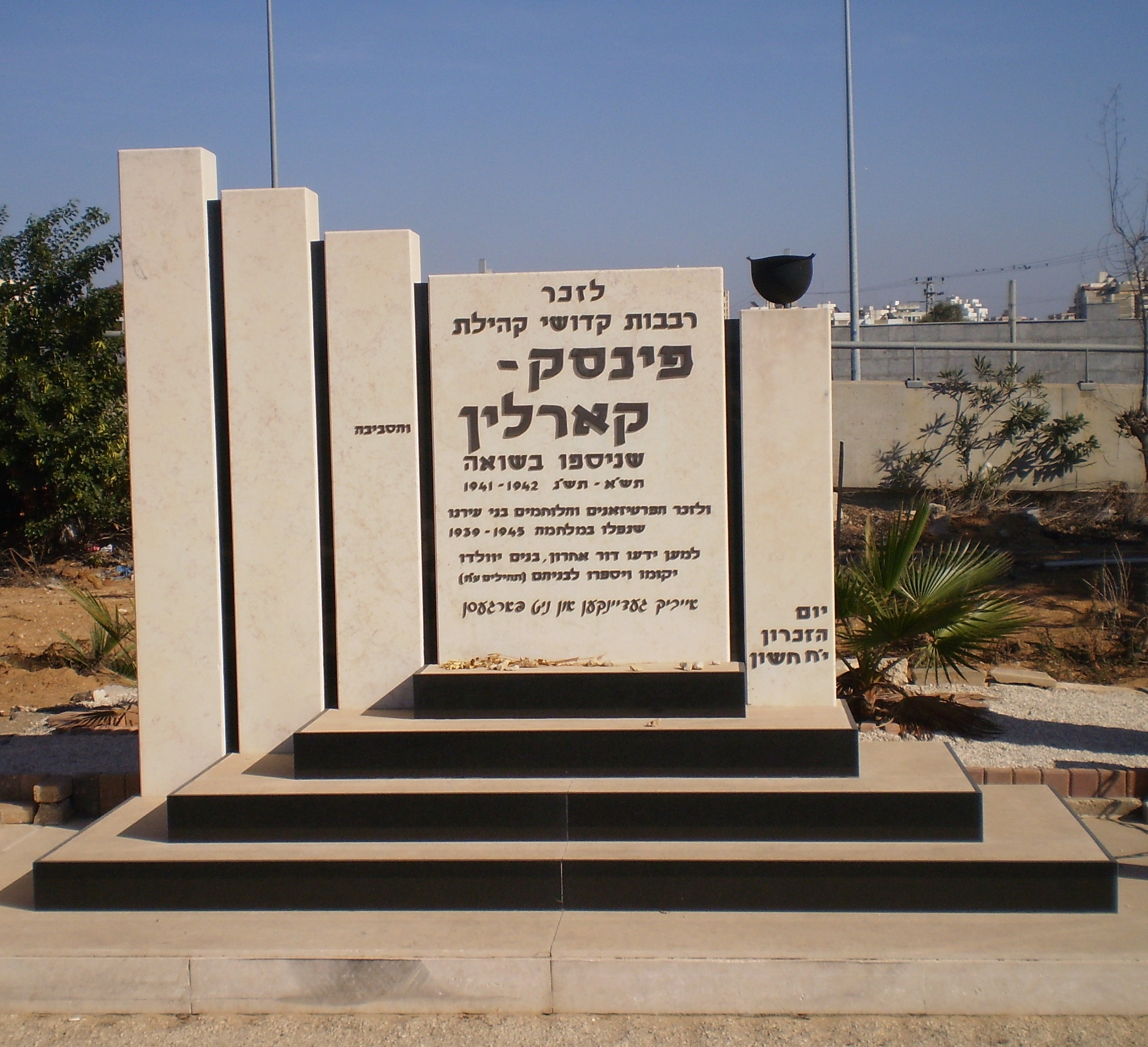
Символический памятник уничтоженной еврейской общине в Пинске (Карлине) на мемориальном кладбище в Холоне

Немцы считали евреев основной угрозой оккупационной власти и серьёзно опасались еврейского сопротивления. По этой причине немецкие власти стремились в первую очередь убить в гетто евреев-мужчин в возрасте от 15 до 50 лет, несмотря на то, что тем самым лишались наиболее трудоспособных узников. Поэтому ещё в июле 1941 года немцы расстреляли по надуманному обвинению 16 молодых еврейских парней (одному удалось уцелеть и сбежать из расстрельной ямы), и 50 евреев в городском парке. 5 августа 1941 года около 3000 евреев-мужчин привели в деревню Козляковичи и убили на территории кладбища в трёх заранее вырытых ямах. Несколько пытавшихся бежать узников были застрелены. 7 августа 1941 года немцы расстреляли в Пинске 8000 евреев, а всего с 5 по 7 августа 1941 года — около 10 000 — в основном, это были мужчины от 16 до 60 лет. В архивных документах сообщается, что в Пинском гетто ко второй половине 1942 года были убиты уже практически все узники-мужчины.

Главному начальнику СС и полиции Украины обергруппенфюреру СС и генералу полиции Прюцману…
…Приказываю вам, невзирая на соображения экономического характера, немедленно ликвидировать Пинское гетто. В ходе акции, если это возможно, надо сохранить рабочую силу в количестве 1000 мужчин, которых необходимо передать армии для строительства деревянных домов. Эти рабочие должны содержаться под усиленной охраной. В случае, если такая охрана не гарантирована, нужно уничтожить и эту тысячу.— Из приказа Гиммлера от 27 октября 1942 г. об уничтожении гетто в Пинске.
28 октября 1942 года началась «акция» (таким эвфемизмом немцы называли организованные ими массовые убийства) по уничтожению Пинского гетто. Её проводил немецкий моторизированный батальон полиции порядка. Подпольщики гетто оказали сопротивление полиции, большинство из них было убито, часть сумела бежать к партизанам. Доктор исторических наук Ицхак Арад, директор израильского Музея Катастрофы и героизма «Яд ва-Шем» в 1972—1993 годах, в 15 лет бежавший из литовского гетто, в 16 — ставший партизаном в белорусских лесах, а после войны — генералом Армии обороны Израиля, писал: 

«Люди должны знать. Мы не шли на смерть покорно и безропотно. Мы оборонялись как могли. Часто голыми руками и почти всегда без чей-либо помощи».
В отчете командира батальона полиции порядка было указано, что в эти дни были уничтожены 26 200 человек. По исследованиям И. Арада, в гетто было убито 17 000 евреев. Убийства осуществлялись около деревни Посеничи.

## Случаи спасения и Праведники народов мира
В Пинске 9 человек были удостоены почетного звания «Праведник народов мира» от израильского мемориального института «Яд Вашем» «в знак глубочайшей признательности за помощь, оказанную еврейскому народу в годы Второй мировой войны»:
- Махайская (Билицкая) Барбара — за спасение Цолинко Цили и Ари.
- Дохмацкая Александра и Яновская (Дохмацкая) Янина — за спасение Шейнберг Мани, её дочери Рени, Шейнберга Марека, Елинского Семы.
- Дергач Владимир и Донья, Громыко Мария — за спасение Найдич Саши[37].
- Крулль Гюнтер — за спасение Рабцевича Петра (Рабинова Эрухима Фишеля)[38][39].
- Комар Константин и Мария — за спасение Шавель Галины (Пэскер Дины).

## Организаторы и исполнители убийств
Комиссией ЧГК установлены имена основных организаторов и исполнителей массовых убийств евреев Пинска. Это гебитскомиссар Кляйн, заместитель гебитскомиссара по «еврейскому вопросу» Эбнер, шеф СД Глаубе, заместитель шефа СД Лейман, заместитель гебитскомиссара по хозяйственной части Газе, заместитель политического руководителя Кланц (непосредственный руководитель убийств в гетто, неоднократно лично принимал участие в расстрелах), заместитель гебитскомиссара по промышленной части Гемерт, исполнитель приказов по массовым убийствам Зиг, воинская команда ГФП № 724 во главе с командиром бригады капитаном Гресманом и его заместителем лейтенантом Германом, воинская команда «Обер-Труппе» № 06893/9, воинская команда «Зондер-команда», переводчик гебитскомиссара Гоберштоф (неоднократно лично принимал участие в убийствах и грабежах), бургомистр Кириллов (непосредственный участник преступлений), комендант полиции города Сологуб, заместитель коменданта полиции города Домбровский, агент гестапо в Пинске Мазурук.
Члены Пинского отделения СД, участвовавшие в убийстве пинских евреев, — Адольф Петч, Иосиф Кур, Рудольф Экерт и Генрих Флантюс — были выявлены и арестованы в 1962 году во Франкфурте.

## Память
Опубликованы неполные списки жертв геноцида евреев в Пинске.
Установлены несколько памятников убитым евреям Пинска:
- Мемориал жертвам Холокоста севернее Пинска, в километре на юго-восток от бывшего имения «Добрая Воля», на кладбище, около деревни Галево. Здесь гитлеровцы с 29 октября 1941 года по 2 ноября 1942 года убили около 30 000 евреев — узников Пинского гетто[25]. В 1992 году создан мемориальный комплекс.
- Могилы более 5000 евреев — узников гетто на улице Пушкина, в квартале между улицей Гоголя и улицей Зелёной, в сквере на месте бывшего гетто, на Каролинском еврейском кладбище[25]. На этом кладбище нацисты устраивали для себя «представления», собирая еврейских детей группами по 50-60 человек и отдавая их на растерзание голодным собакам[35]. В 1993 году установлен мемориальный знак.
- Братская могила узников гетто в районе бывшей деревни Козляковичи, на кладбище, — теперь улица Крайняя в черте Пинска[25]. В 1993 году установлен мемориальный знак. Здесь, на территории нынешней школы ДОСААФ, в урочище Горы, в 1941—1942 годах немцы убивали евреев из Пинского гетто, узников городской тюрьмы и военнопленных.
- Памятник узникам Пинского гетто установлен в Холоне (Израиль).
- Памятник убитым евреям и военнопленным в деревне Посеничи (установлен в 1992-1993 году недалеко от дороги Пинск-Логишин, западнее христианского кладбища).